# Toroid koordináta-rendszer

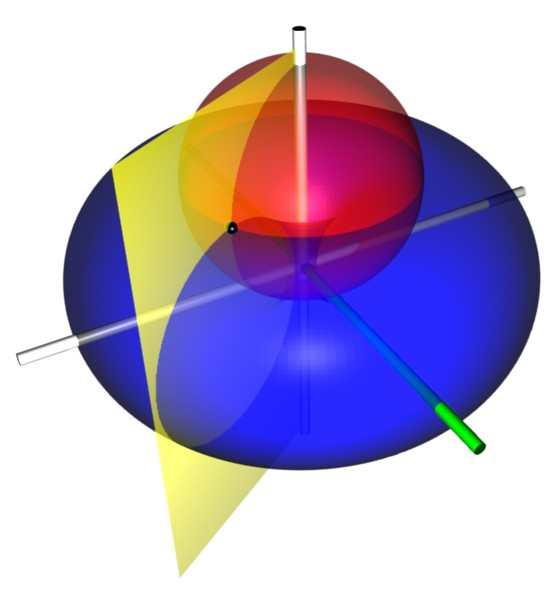
A toroid koordináta-rendszer illusztrációja, ami a bipoláris koordináta-rendszerből a fókuszokat elválasztó tengely körüli forgatásával származtatható. A fókuszok távolsága 1 a függőleges z-tengelytől. A piros gömb a σ = 30° koordinátának megfelelő koordinátafelület, a kék tórusz a τ = 0,5 koordinátafelület, a sárga félsík a φ = 60° koordinátafelület. A zöld félegyenes az a félegyenes, amitől a φ szög számítva van. A fekete pont a három felület közös metszéspontja, melynek descartes-koordinátái megközelítően (0,96; −1,725; 1,911)

A toroid koordináta-rendszer egy háromdimenziós koordináta-rendszer, ami a bipoláris koordináta-rendszerből a fókuszokat elválasztó tengely körüli forgatásával származtatható. Ezzel a két fókusz, {\displaystyle F_{1}} és {\displaystyle F_{2}} egy {\displaystyle a} sugarú gyűrűvé alakul az {\displaystyle xy} síkban, melyre merőleges a forgatás z tengelye.

## Definíció
A {\displaystyle (\tau ,\sigma ,\phi )} toroid koordináták leggyakoribb definíciója:
{\displaystyle x=a\ {\frac {\operatorname {sh} \tau }{\operatorname {ch} \tau -\cos \sigma }}\cos \phi }
{\displaystyle y=a\ {\frac {\operatorname {sh} \tau }{\operatorname {ch} \tau -\cos \sigma }}\sin \phi }
{\displaystyle z=a\ {\frac {\sin \sigma }{\operatorname {ch} \tau -\cos \sigma }}}
és {\displaystyle \mathrm {sign} (\sigma )=\mathrm {sign} (z}).
Egy {\displaystyle P} pont  {\displaystyle \sigma } koordinátája megegyezik az  {\displaystyle F_{1}PF_{2}} szöggel, és a {\displaystyle \tau } koordináta a fókuszgyűrű két oldalától mért  {\displaystyle d_{1}} és {\displaystyle d_{2}} távolságok hányadosának természetes logaritmusával:
{\displaystyle \tau =\ln {\frac {d_{1}}{d_{2}}}.}
A koordináták nagysága:
{\displaystyle -\pi <\sigma \leq \pi } és {\displaystyle \tau \geq 0} és {\displaystyle 0\leq \phi <2\pi .}

## Inverz transzformáció

A fenti toroid koordináta-rendszer ebből a bipoláris koordináta-renfdszerből származtatható a függőleges tengely körüli forgatással. A függőleges tengelyen elhelyezkedő körökből lesz a fenti piros gömbök, míg a vízszintes tengely mentén elhelyezkedő kék körökből tóruszok lesznek

A {\displaystyle (\sigma ,\tau ,\phi )} koordináták a következőképpen számíthatók az (x, y, z) Descartes-koordintákból:
a {\displaystyle \phi } azimut:
{\displaystyle \operatorname {tg} \phi ={\frac {y}{x}}}
a {\displaystyle \rho } hengersugár:
{\displaystyle \rho ^{2}=x^{2}+y^{2}=\left(a{\frac {\operatorname {sh} \tau }{\operatorname {ch} \tau -\cos \sigma }}\right)^{2}}
és a {\displaystyle \phi } által definiált síkban a távolságok:
{\displaystyle d_{1}^{2}=(\rho +a)^{2}+z^{2}}
{\displaystyle d_{2}^{2}=(\rho -a)^{2}+z^{2}}
A {\displaystyle \tau } koordináta megegyezik a fókuszoktól mért távolságok hányadosának természetes logaritmusával:
{\displaystyle \tau =\ln {\frac {d_{1}}{d_{2}}}}
ahol {\displaystyle |\sigma |} a fókuszoktól mért sugarak szögével, és a koszinusztétellel számítható:
{\displaystyle \cos \sigma ={\frac {d_{1}^{2}+d_{2}^{2}-4a^{2}}{2d_{1}d_{2}}}.}
Vagy explicit, előjellel együtt: 
{\displaystyle \sigma =\mathrm {sign} (z)\arccos {\frac {r^{2}-a^{2}}{\sqrt {(r^{2}-a^{2})^{2}+4a^{2}z^{2}}}}}
ahol {\displaystyle r={\sqrt {\rho ^{2}+z^{2}}}}.

## Skálázási tényezők

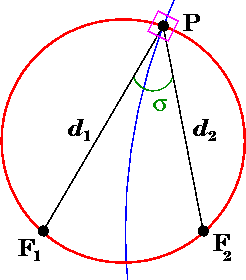
Egy P pont σ és τ koordinátáinak geometriai értelmezése. Egy konstans azimuthoz tartozó síkban a toroid koordináta-rendszer ekvivalens a bipoláris koordináta-rendszerrel. A σ szöget a két fókusz és a P pont alkotja, míg τ a fókuszoktól mért távolságok arányának logaritmusa. A σ és τ konstansoknak megfelelő körök rendre pirossal, illetve kékkel ábrázolva, és derékszögben metszik egymást, amit magenta doboz jelöl

A {\displaystyle \sigma } és a {\displaystyle \tau } slkálázási tényezői egyenlőek:
{\displaystyle h_{\sigma }=h_{\tau }={\frac {a}{\operatorname {ch} \tau -\cos \sigma }}}
és az azimut skálázási tényezője:
{\displaystyle h_{\phi }={\frac {a\operatorname {sh} \tau }{\operatorname {ch} \tau -\cos \sigma }}}
Így az infinitezimális térfogatelem:
{\displaystyle dV={\frac {a^{3}\operatorname {sh} \tau }{\left(\operatorname {ch} \tau -\cos \sigma \right)^{3}}}\,d\sigma \,d\tau \,d\phi }

## Differenciáloperátorok
A Laplace-operátor:
{\displaystyle {\begin{aligned}\nabla ^{2}\Phi ={\frac {\left(\operatorname {ch} \tau -\cos \sigma \right)^{3}}{a^{2}\operatorname {sh} \tau }}&\left[\operatorname {sh} \tau {\frac {\partial }{\partial \sigma }}\left({\frac {1}{\operatorname {ch} \tau -\cos \sigma }}{\frac {\partial \Phi }{\partial \sigma }}\right)\right.\\[8pt]&{}\quad +\left.{\frac {\partial }{\partial \tau }}\left({\frac {\operatorname {sh} \tau }{\operatorname {ch} \tau -\cos \sigma }}{\frac {\partial \Phi }{\partial \tau }}\right)+{\frac {1}{\operatorname {sh} \tau \left(\operatorname {ch} \tau -\cos \sigma \right)}}{\frac {\partial ^{2}\Phi }{\partial \phi ^{2}}}\right]\end{aligned}}}
Egy {\displaystyle {\vec {n}}(\tau ,\sigma ,\phi )=n_{\tau }(\tau ,\sigma ,\phi ){\hat {e}}_{\tau }+n_{\sigma }(\tau ,\sigma ,\phi ){\hat {e}}_{\sigma }+n_{\phi }(\tau ,\sigma ,\phi ){\hat {e}}_{\phi },} vektormező esetén a vektor Laplace-operátor:
{\displaystyle {\begin{aligned}\Delta {\vec {n}}(\tau ,\sigma ,\phi )&=\nabla (\nabla \cdot {\vec {n}})-\nabla \times (\nabla \times {\vec {n}})\\&={\frac {1}{a^{2}}}{\vec {e}}_{\tau }\left\{n_{\tau }\left(-{\frac {\operatorname {sh} ^{4}\tau +(\operatorname {ch} \tau -\cos \sigma )^{2}}{\operatorname {sh} ^{2}\tau }}\right)+n_{\sigma }(-\operatorname {sh} \tau \sin \sigma )+{\frac {\partial n_{\tau }}{\partial \tau }}\left({\frac {(\operatorname {ch} \tau -\cos \sigma )(1-\operatorname {ch} \tau \cos \sigma )}{\operatorname {sh} \tau }}\right)+\cdots \right.\\&\qquad +{\frac {\partial n_{\tau }}{\partial \sigma }}(-(\operatorname {ch} \tau -\cos \sigma )\sin \sigma )+{\frac {\partial n_{\sigma }}{\partial \sigma }}(2(\operatorname {ch} \tau -\cos \sigma )\operatorname {sh} \tau )+{\frac {\partial n_{\sigma }}{\partial \tau }}(-2(\operatorname {ch} \tau -\cos \sigma )\sin \sigma )+\cdots \\&\qquad +{\frac {\partial n_{\phi }}{\partial \phi }}\left({\frac {-2(\operatorname {ch} \tau -\cos \sigma )(1-\operatorname {ch} \tau \cos \sigma )}{\operatorname {sh} ^{2}\tau }}\right)+{\frac {\partial ^{2}n_{\tau }}{{\partial \tau }^{2}}}(\operatorname {ch} \tau -\cos \sigma )^{2}+{\frac {\partial ^{2}n_{\tau }}{{\partial \sigma }^{2}}}(-(\operatorname {ch} \tau -\cos \sigma )^{2})+\cdots \\&\qquad \left.+{\frac {\partial ^{2}n_{\tau }}{{\partial \phi }^{2}}}{\frac {(\operatorname {ch} \tau -\cos \sigma )^{2}}{\operatorname {sh} ^{2}\tau }}\right\}\\&+{\frac {1}{a^{2}}}{\vec {e}}_{\sigma }\left\{n_{\tau }\left(-{\frac {(\operatorname {ch} ^{2}\tau +1-2\operatorname {ch} \tau \cos \sigma )\sin \sigma }{\operatorname {sh} \tau }}\right)+n_{\sigma }\left(-\operatorname {sh} ^{2}\tau -2\sin ^{2}\sigma \right)+\ldots \right.\\&\qquad \left.+{\frac {\partial n_{\tau }}{\partial \tau }}(2\sin \sigma (\operatorname {ch} \tau -\cos \sigma ))+{\frac {\partial n_{\tau }}{\partial \sigma }}\left(-2\operatorname {sh} \tau (\operatorname {ch} \tau -\cos \sigma )\right)+\cdots \right.\\&\qquad \left.+{\frac {\partial n_{\sigma }}{\partial \tau }}\left({\frac {(\operatorname {ch} \tau -\cos \sigma )(1-\operatorname {ch} \tau \cos \sigma )}{\operatorname {sh} \tau }}\right)+{\frac {\partial n_{\sigma }}{\partial \sigma }}(-(\operatorname {ch} \tau -\cos \sigma )\sin \sigma )+\cdots \right.\\&\qquad \left.+{\frac {\partial n_{\phi }}{\partial \phi }}\left(2{\frac {(\operatorname {ch} \tau -\cos \sigma )\sin \sigma }{\operatorname {sh} \tau }}\right)+{\frac {\partial ^{2}n_{\sigma }}{{\partial \tau }^{2}}}(\operatorname {ch} \tau -\cos \sigma )^{2}+{\frac {\partial ^{2}n_{\sigma }}{{\partial \sigma }^{2}}}(\operatorname {ch} \tau -\cos \sigma )^{2}+\cdots \right.\\&\qquad \left.+{\frac {\partial ^{2}n_{\sigma }}{{\partial \phi }^{2}}}\left({\frac {(\operatorname {ch} \tau -\cos \sigma )^{2}}{\operatorname {sh} ^{2}\tau }}\right)\right\}\\&+{\frac {1}{a^{2}}}{\vec {e}}_{\phi }\left\{n_{\phi }\left(-{\frac {(\operatorname {ch} \tau -\cos \sigma )^{2}}{\operatorname {sh} ^{2}\tau }}\right)+{\frac {\partial n_{\tau }}{\partial \phi }}\left({\frac {2(\operatorname {ch} \tau -\cos \sigma )(1-\operatorname {ch} \tau \cos \sigma )}{\operatorname {sh} ^{2}\tau }}\right)+\cdots \right.\\&\qquad \left.+{\frac {\partial n_{\sigma }}{\partial \phi }}\left(-{\frac {2(\operatorname {ch} \tau -\cos \sigma )\sin \sigma }{\operatorname {sh} \tau }}\right)+{\frac {\partial n_{\phi }}{\partial \tau }}\left({\frac {(\operatorname {ch} \tau -\cos \sigma )(1-\operatorname {ch} \tau \cos \sigma )}{\operatorname {sh} \tau }}\right)+\cdots \right.\\&\qquad \left.+{\frac {\partial n_{\phi }}{\partial \sigma }}(-(\operatorname {ch} \tau -\cos \sigma )\sin \sigma )+{\frac {\partial ^{2}n_{\phi }}{{\partial \tau }^{2}}}(\operatorname {ch} \tau -\cos \sigma )^{2}+\cdots \right.\\&\qquad \left.+{\frac {\partial ^{2}n_{\phi }}{{\partial \sigma }^{2}}}(\operatorname {ch} \tau -\cos \sigma )^{2}+{\frac {\partial ^{2}n_{\phi }}{{\partial \phi }^{2}}}\left({\frac {(\operatorname {ch} \tau -\cos \sigma )^{2}}{\operatorname {sh} ^{2}\tau }}\right)\right\}\end{aligned}}}
A további differenciáloperátorok, mint {\displaystyle \nabla \cdot \mathbf {F} } és {\displaystyle \nabla \times \mathbf {F} } kifejezhetők a  {\displaystyle (\sigma ,\tau ,\phi )} koordinátákkal úgy, hogy behelyettesítjük a skálázási tényezőket az ortogonális koordináta-rendszerek általános képleteibe.

## Harmonikus függvények

### Standard szétválasztás
A háromváltozós {\displaystyle \nabla ^{2}\Phi =0} Laplace-egyenlet megoldható a változók szétválasztásával a toroid koordináta-trendszerben. Ha elvégezzük az {\displaystyle \Phi =U{\sqrt {\operatorname {ch} \tau -\cos \sigma }}} helyettesítést, akkor szétválasztható egyenletet kapunk. Egy partikuláris megoldás:
{\displaystyle \Phi ={\sqrt {\operatorname {ch} \tau -\cos \sigma }}\,\,S_{\nu }(\sigma )T_{\mu \nu }(\tau )V_{\mu }(\phi )}
ahol minden függvény a következők lineáris kombinációja:
{\displaystyle S_{\nu }(\sigma )=e^{i\nu \sigma }\,\,\,\,\mathrm {,} \,\,\,\,e^{-i\nu \sigma }}
{\displaystyle T_{\mu \nu }(\tau )=P_{\nu -1/2}^{\mu }(\operatorname {ch} \tau )\,\,\,\,\mathrm {,} \,\,\,\,Q_{\nu -1/2}^{\mu }(\operatorname {ch} \tau )}
{\displaystyle V_{\mu }(\phi )=e^{i\mu \phi }\,\,\,\,\mathrm {,} \,\,\,\,e^{-i\mu \phi }}
ahol P és Q első- és másodfajú asszociált Legendre-függvények. Ezekre a Legendre-függvényekre gyakran hivatkoznak úgy, mint Legedre-harmonikusokra.
A toroid harmonikusoknak több érdekes tulajdonságuk van. Elvégezve a {\displaystyle z=\operatorname {ch} \tau >1} helyettesítést, akkor például a {\displaystyle \mu =0} eltűnési renddel és a {\displaystyle \nu =0} esetben:
{\displaystyle Q_{-{\frac {1}{2}}}(z)={\sqrt {\frac {2}{1+z}}}K\left({\sqrt {\frac {2}{1+z}}}\right)}
és
{\displaystyle P_{-{\frac {1}{2}}}(z)={\frac {2}{\pi }}{\sqrt {\frac {2}{1+z}}}K\left({\sqrt {\frac {z-1}{z+1}}}\right)}
ahol  {\displaystyle \,\!K} és {\displaystyle \,\!E} rendre első- és másodfajú elliptikus integrálok. A többi toroid harmonikus kifejezhető teljes elliptikus integrálokkal.
Egy klasszikus alkalmazás a differenciálegyenletek megoldása, köztük Laplace egyenletéé, ami szétválasztható a toroid koordináta-rendszerben. A Helmholtz-egyenlet ezzel szemben nem választható szét a toroid koordináta-rendszerben. Tipikus példák egy vezető gyűrű vagy elfajult esetben egy vezető kör elektromos mezeje és potenciálja.

### Alternatív szétválasztás
Egy alternatív helyettesítés: (Andrews 2006)
{\displaystyle \Phi ={\frac {U}{\sqrt {\rho }}}}
ahol
{\displaystyle \rho ={\sqrt {x^{2}+y^{2}}}={\frac {a\operatorname {sh} \tau }{\operatorname {ch} \tau -\cos \sigma }}.}
Ezzel ismét egy szétválasztható egyenlethez jutunk. A változók szétválasztásával:
{\displaystyle \Phi ={\frac {a}{\sqrt {\rho }}}\,\,S_{\nu }(\sigma )T_{\mu \nu }(\tau )V_{\mu }(\phi )}
ahol minden függvény a következők lineáris kombinációja:
{\displaystyle S_{\nu }(\sigma )=e^{i\nu \sigma }\,\,\,\,\mathrm {,} \,\,\,\,e^{-i\nu \sigma }}
{\displaystyle T_{\mu \nu }(\tau )=P_{\mu -1/2}^{\nu }(\operatorname {cth} \tau )\,\,\,\,\mathrm {,} \,\,\,\,Q_{\mu -1/2}^{\nu }(\operatorname {cth} \tau )}
{\displaystyle V_{\mu }(\phi )=e^{i\mu \phi }\,\,\,\,\mathrm {,} \,\,\,\,e^{-i\mu \phi }.}
Habár itt ugyanazok a harmonikus függvények jelennek meg, most az argumentum {\displaystyle \operatorname {cth} \tau } {\displaystyle \operatorname {ch} \tau } helyett, és {\displaystyle \mu } és {\displaystyle \nu } indexei megcserélődtek. Ez hasznos, hogyha a peremfeltételek függetlenek a {\displaystyle \theta } szférikus szögtól, például egy töltött gyűrű, két párhuzamos sík vagy egy végtelen félsík. A hiperbolikus koszinuszt vagy hiperbolikus kotangenst argumentumában tartalmazó toroid harmonikusokhoz kapcsolódó azonosságokat a Whipple-képletek tartalmazzák.

## Fordítás
Ez a szócikk részben vagy egészben  a   Toroidal coordinates című angol Wikipédia-szócikk fordításán alapul.  Az eredeti cikk szerkesztőit annak laptörténete sorolja fel. Ez a jelzés csupán a megfogalmazás eredetét és a szerzői jogokat jelzi, nem szolgál a cikkben szereplő információk forrásmegjelöléseként.